# Недан Соколов
Недан Богоев Соколов е български революционер, деец на Вътрешната македоно-одринска революционна организация.

## Биография
Недан Соколов е роден през 1873 година в демирхисарското село Сухо гърло, тогава в Османската империя. Получава образование и през ноември 1900 година е заклет във ВМОРО от поп Йоан и Йоан Богданов – Църното от Радово. Първоначално е ръководител на селския комитет на организацията и през декември 1901 година приема четата на Христо Бабински от Жван в селото. Заедно с тази чета участва в Илинденско-Преображенското въстание през лятото на 1903 година и участва в сражения с турски аскер. След потушаването на въстанието до Балканската война продължава да ръководи местния революционен комитет.
След като Вардарска Македония попада в Сърбия в 1913 година, през 1914 година в началото на Първата световна война е мобилизиран в сръбската армия, откъдето дезертира с въоръжението си заедно с Христо Размов от Струга, след което влизат в демирхисарската чета на ВМОРО, начело с Ангел Секулов. Остава в четата до освобождението в 1915 година, когато е назначен за кмет на родното си село от новата българска власт. След войната е привикан на разпит от сръбски офицери в Крушево, но по-късно е освободен. Жени се и през 1922 година му се ражда син.
Доживява освобождението на Вардарска Македония през 1941 година. Умира в родното си село през 1945 година.